# アナスタシーヤ・ルーポヴァ
アナスタシーヤ・ヴラジーミロヴナ・ルーポヴァ（ロシア語: Анастаси́я Влади́мировна Лу́ппова、1985年6月26日 - ）は、ロシアのビリヤード選手である。ロシアン・ビリヤードの種目におけるロシア国際クラス・スポーツマスターの称号を有する。2010年現在、ビリヤードのロシア国内チーム「サマーラ-1」と「モスクワ」に所属する。

## 概要

### 出自
ソビエト連邦・ロシア・ソビエト連邦社会主義共和国・タタール自治ソビエト社会主義共和国時代のカザン市に生まれた。
カザーニで芸術音楽学校を卒業した。ピアノとギターを演奏する。経営アカデミー「 TISBI 」（ビジネス支援タタール大学）の学生である。国際クラス・スポーツマスターであるアントン・メルツァロフとトレーナーのヴァシーリイ・ラーザレフの指導の下で練習している。
子供時代に、家族との休暇中に父親とビリヤードで遊んだのが競技を始める切っ掛けとなった。その後、 7 年間にわたってビリヤードを続けた。2001年には、タタルスタン選手権のロシアン・ビリヤード種目で初めて優勝した。これが、初めての重要な大会における勝利となった。

### 競技
2006年には、リトアニア共和国・カウナス市で開催されたヨーロッパ選手権において、ロシアン・ビリヤード種目で優勝を収めた。また、フィンランド共和国・ヴァンター市で開催された世界選手権においては銅メダルを獲得した。2007年には、モルドバ共和国・キシナウ市で開催されたヨーロッパ選手権で二度目の優勝を手にした。また、同年のロシア杯チーム戦でも優勝した。2008年12月にウクライナ・ヤルタ市で開催された「ミス・ミリヤード-2009」では、頭角を現しつつあったウクライナのスター、アナスタシーヤ・コヴァリチュークを破って優勝した。

### プレースタイル
アナスタシーヤ・ルーポヴァのプレースタイルは、セーフティープレーを主とする防衛的ビリヤードである。ミスショットをうまく取り返し、困難な玉を打つことは極めて稀である一方、それによって十分に長く連続して自分の番を保持する。毎回のショットを、彼女はよく時間をかけてしっかりと準備してから行う。
モスクワを拠点に活動しているが、ロシアのビリヤード専門誌『ビリヤールト・スポールト』の「モスクワとカザンのどちらがよい？」というインタビューに対しては「パリ！ この日本が大好き」と答えている（言うまでもなく、パリは日本ではない）。

## 成績
2010年現在、 35 のトーナメント戦に出場し、 131 試合中 94 試合で勝利を収めている。勝率は 71.7 % 。これは、男女合わせた中で 22 番目の順位となっている。
以下に、主な戦績を挙げる。

### 世界選手権
- 2005年（ カザフスタン・アルマトイ市）: ベスト 8[2]
- 2006年（ フィンランド・ヴァンター市）: ベスト 4 （銅メダル）[2]
- 2007年（ ウクライナ・キエフ市）: ベスト 12[2]
- 2008年（ ロシア連邦・サンクトペテルブルク市）: ベスト 8[2]
- 2009年（ ロシア連邦・ノヴォシビルスク市）: ベスト 16[2]
- 2010年（ ドイツ・ヴィリンゲン市）: ベスト 22[2]

### ヨーロッパ選手権
- 2003年（ ウクライナ・キエフ市）: ベスト 6[2]
- 2004年（ ロシア連邦・カリーニングラード市）: ベスト 8[2]
- 2005年（ モルドバ・キシナウ市）: 2 位[2]
- 2006年（ リトアニア・カウナス市）: 優勝[2]
- 2007年（ モルドバ・キシナウ市）: 優勝[2]
- 2008年（ アゼルバイジャン・バクー市）: ベスト 4[2]
- 2009年（ ベラルーシ・ミンスク市）: ベスト 16[2]

### ロシア選手権
- 2005年3月（ ロシア連邦・サンクトペテルブルク市）: ベスト 16[2]
- 2005年6月（ ロシア連邦・サンクトペテルブルク市）: 2 位[2]
- 2006年3月（ ロシア連邦・サンクトペテルブルク市）: 優勝[2]
- 2006年6月（ ロシア連邦・サンクトペテルブルク市）: ベスト 8[2]
- 2007年6月（ ロシア連邦・サンクトペテルブルク市）: ベスト 16[2]
- 2009年2月（ ロシア連邦・サンクトペテルブルク市）: ベスト 8[2]
- 2009年2月（ ロシア連邦・サンクトペテルブルク市）: 33-48 位[2]
- 2009年6月（ ロシア連邦・サンクトペテルブルク市）: 2 位[2]

### 諸大会
- 「ロシア新聞」杯（ ロシア連邦・モスクワ市、2008年）: 優勝[2]
- クレムリン・トーナメント（2008年）: 優勝[1]
- 国際トーナメント「ユークライン・オープン・スーパーカップ 2008」（ ウクライナ・チェルニーヒウ市、2008年）: 優勝[5]
- 第 1 回国際トーナメント「ミス・ビリヤード-2008 」（ ウクライナ・市、2008年）: 2 位[5]
- 第 2 回国際トーナメント「ミス・ビリヤード-2009 」（ ウクライナ・ドニプロペトロウシク市、2008年）: 優勝[5]
- 第 3 回戦ヨーロッパ杯（ ウクライナ・フメリニツキー市、2009年）: 優勝[1]
- クレムリン・トーナメント（ ロシア連邦・モスクワ市、2009年）: 2 位[2]
- テレビ・ペアトーナメント「ミス・ビリヤード-2009 」（ ウクライナ・ドニプロペトロウシク市、2008年）: ナターリヤ・トロフィメーンコとのペアで出場[1]

### シーズン成績
- 2008年 - 2009年: 5 位[2]
- 2009年 - 2010年: 6 位[2]